# De-Mail
De-Mail — немецкая электронная служба связи правительства, позволяющая обмениваться юридическими электронными документами между гражданами, учреждениями и предприятиями по средствам сети Интернет. Первоначально проект назывался Bürgerportal и был реализован правительством Германии в сотрудничестве с частными партнерами с целью снижения затрат на связь для государственного управления и компаний.
О проекте было объявлено в 2008 г., и он был одобрен Бундестагом и Бундесратом в начале 2011 г. 2 мая 2011 г. вступил в силу закон о De-Mail, который служит правовой основой для услуги.

## Описание
Служба связи является гарантированно безопасным коммуникационным сервисом обмена юридически действительными электронными сообщениями и электронными документами на основе веб-интерфейса, внедряемый правительством ФРГ для жителей, государственных институций и частного сектора экономики. После завершения пилотного проекта в Фридрихсхафене должно происходить поэтапное внедрение, начиная с третьего квартала 2011 года. Любое физическое или юридическое лицо в Германии будет иметь возможность получить учётную запись.
Базируется на существующей технологии электронной почты, особенностями является строгая проверка правильности учётных данных (с помощью успешно действующей системы идентификации через почтовое отделение Post-Ident или с помощью электронной национальной идентификационной карты), применения сертификатов, шифрования, кроме этого, планируется предоставление электронного депозитария для документов. В качестве партнёров со стороны предпринимателей выступают уже существующие компании, предоставляющие сервис электронной почты, прошедшие процесс государственной аккредитации.
Согласно закону о сервисе De-Mail вступившим в силу в 2011 году, предусмотрено два уровня безопасности доступа в систему: нормальный с помощью пары логин/пароль, и высокий, основанный на принципе обладания и знания — аутентификация с двух независимых средств защиты. Сервис De-Mail не совместим с обычным сервисом e-mail и позволяет дополнительное использование S/MIME или OpenPGP. О проекте было объявлено в 2008 г., и он был одобрен Бундестагом и Бундесратом в начале 2011 г. 2 мая 2011 г. вступил в силу закон о De-Mail (который служит правовой основой для услуги).
Источники финансирования проекта ещё не определены, возможно применение электронного франкирования сообщений e-Porto.